# Johan Cateau van Rosevelt
Johannes François Adriaan Cateau van Rosevelt (Hattem, 7 september 1824 – Paramaribo, 20 oktober 1891) was een Nederlands bestuurder in Suriname waar hij onder andere agent-generaal voor de Immigratie en Statenlid was. 
Hij was een man van grote veelzijdigheid en ongeëvenaarde werkkracht. In zijn veelbewogen leven was hij eerder achtereenvolgens onder meer lichtmatroos, stuurman, ontdekkingsreiziger en cartograaf van het Surinaamse binnenland. De Roseveltpiek in het binnenland van Suriname is naar hem vernoemd.

## Levensloop
Cateau van Rosevelt was een zoon van François Abraham Cateau van Rosevelt (1786-1848), ontvanger der belastingen, en Antonia van Wijhe (1790-1862) en een kleinzoon van François Adriaan van Rosevelt Cateau. 
Hij kwam op 21-jarige leeftijd naar Suriname als matroos en kanonnier. Tussen 1868 en 1871 was hij districtscommissaris belast met het beheer van Beneden- en Boven-Saramacca. Verder was hij van 1873 tot zijn overlijden lid van de Koloniale Staten.
In 1872 werd hij, in afwijking van de voordracht van de gouverneur, benoemd tot de eerste agent-generaal voor de Immigratie. In die functie hield hij toezicht op de immigratie van contractarbeiders en bemiddelde hij bij arbeidsconflicten. Hij ontving de eerste Hindoestaanse immigranten die op 5 juni 1873 werden ontscheept. Hij had het vertrouwen van de contractarbeiders, hetgeen bijvoorbeeld bleek uit het feit dat velen hun spaargeld bij hem in bewaring gaven. Zijn bijnaam was "Kuli-papa", vader van de Hindoestanen. 

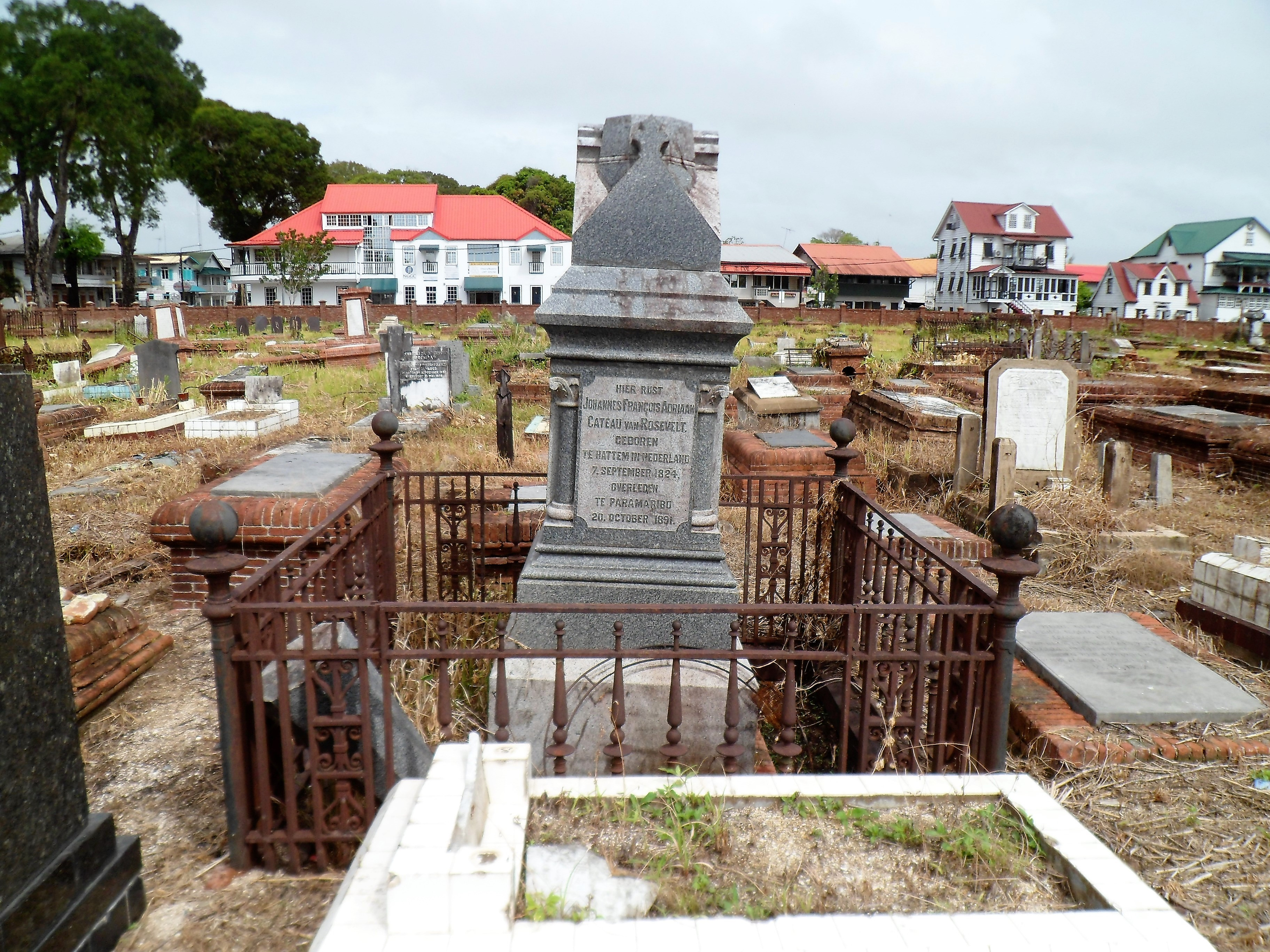
Grafmonument op de Nieuwe Oranjetuin (1756-1961) Paramaribo

Nadat hij op 68-jarige leeftijd in Suriname was overleden werd hij als agent-generaal voor de Immigratie opgevolgd door George Barnet Lyon.
Van Rosevelt is op de begraafplaats Nieuwe Oranjetuin in Paramaribo begraven.

### Familie
Hij trouwde in 1870 met de voormalige slavin Josephina Leentje Haver (1832-1906), met wie hij zes voorechtelijke kinderen had en die in 1849 manumissie had verkregen van haar eigenaar A.M. Brandon.

## Werken

### Cartografie
In de jaren 1871 en 1872 had Cateau van Rosevelt verlof genomen en het binnenland van Suriname bereisd samen met J.F.A.E van Lansberge, kapitein van de infanterie. Hierbij hadden ze verdere metingen verricht voor het ontwerp een nieuwe kaart van Suriname. Cateau van Rosevelt was hier zelf al vanaf 1860 mee bezig geweest.
In 1880 werd hun kaart aangekocht door de Nederlandse regering, die de kaart gebruikte als grondslag voor de uitgifte van (goud) concessies. De kaart zelf was een aanzienlijke verbetering ten opzichte van eerder werk, maar het bleef toch vooral een economische kaart van het gebied. Alleen de economisch nuttige gebieden stonden aangegeven, zoals de kust en de rivieren. Het stroomgebied van de Marowijne was echter wel uitgewerkt.

### Aquarellen
Van Cateau van Rosevelt zijn enige aquarellen overgeleverd en terecht gekomen in het Tropenmuseum. De volgende twee werken zijn geschilderd naar voorbeeld van Gerard Voorduin (1830-1910), een zeeofficier en amateurschilder. Het zijn riviergezichten bij de suikerplantage Catharina Sophia aan de Saramacca rivier.

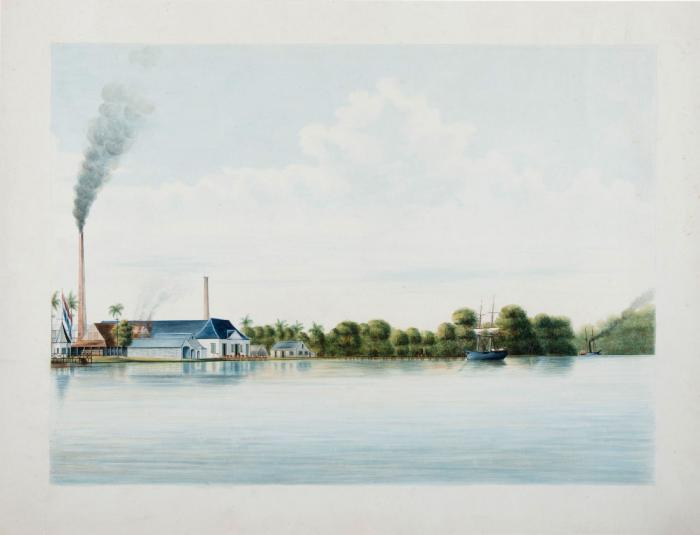
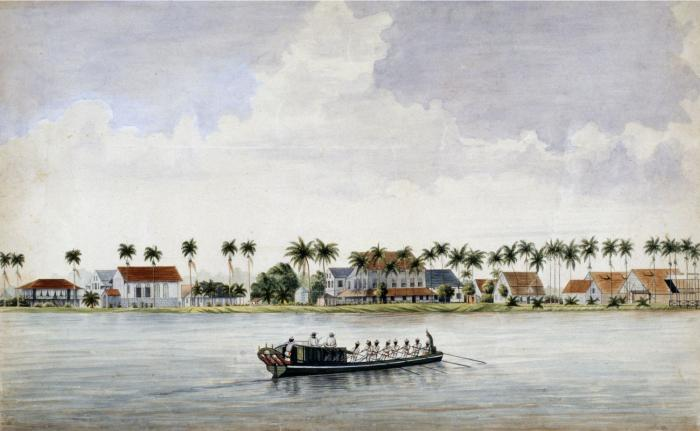

### Ambtsjubileum in Suriname in 1885
Ter gelegenheid van zijn veertigjarig of vijftigjarige verblijf en dienstverband in Suriname vond er in 1885 een huldiging plaats in Paramaribo. Er was een parade en een muziekkorps speelde het Wilhelmus tijdens de huldiging. 

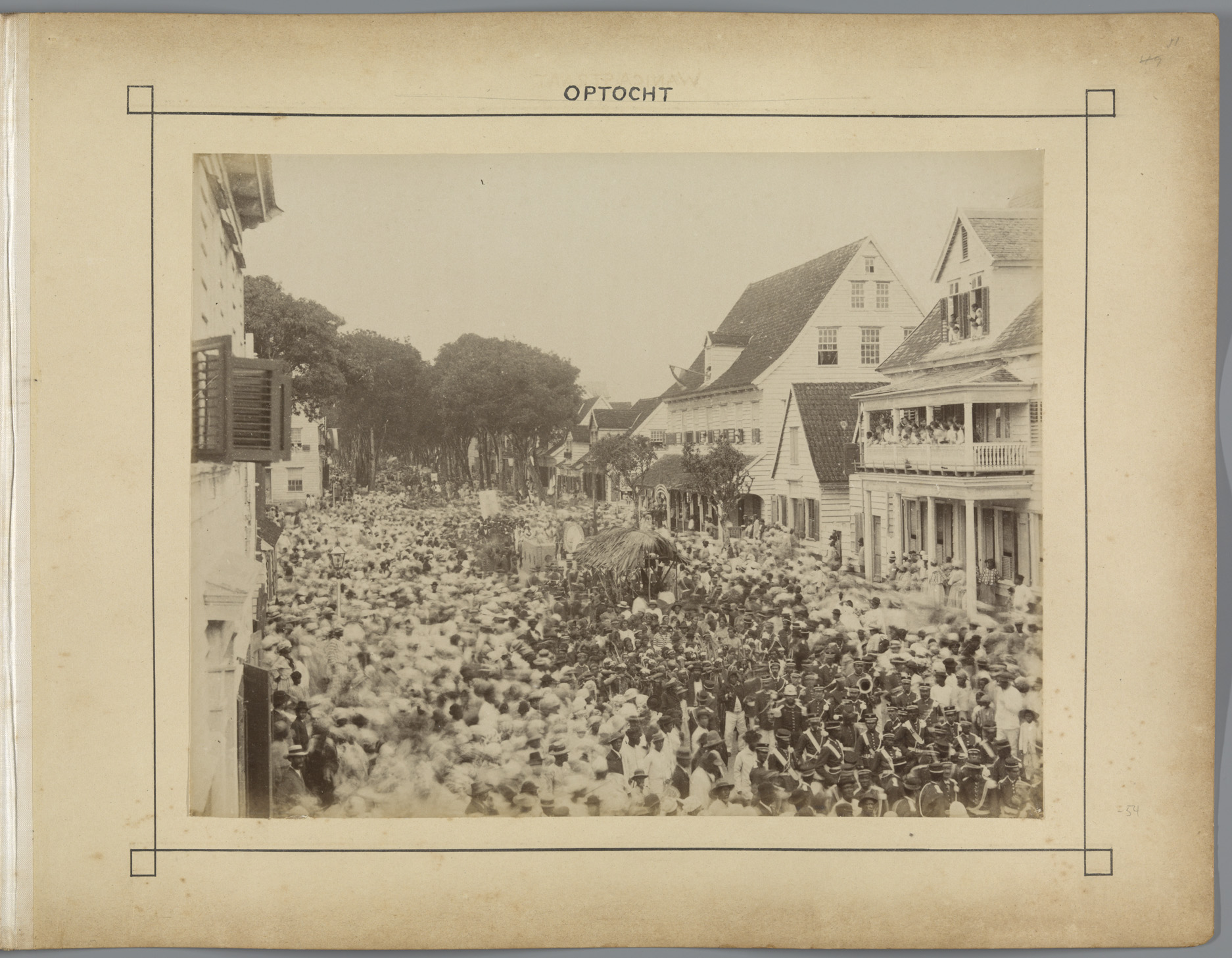
Optocht
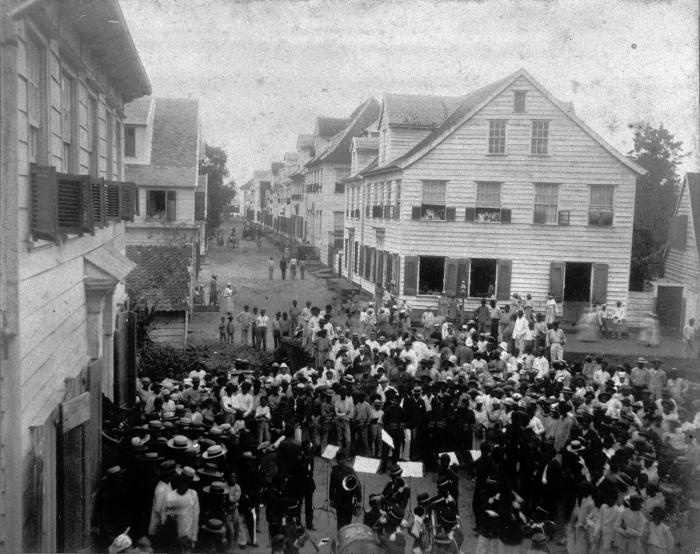
Huldiging
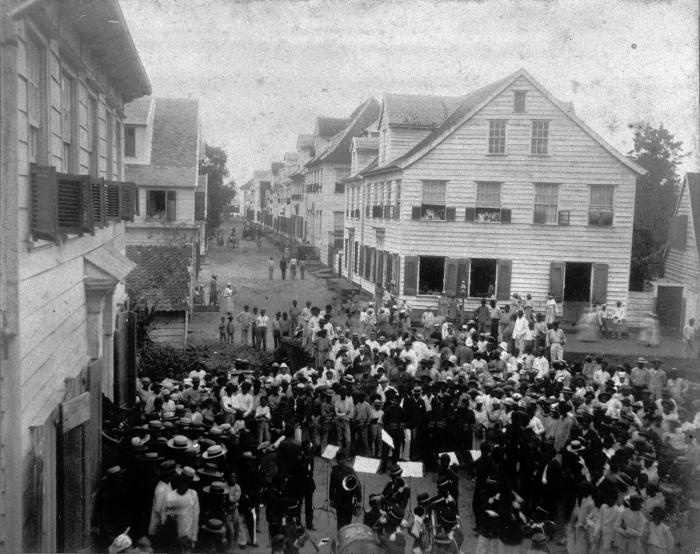
Muziekkorps

Ter gelegenheid van dit ambtsjubileum is ook het portret van Johan François Adriaan Cateau van Rosevelt vervaardigd, nu in de collectie van het Rijksmuseum in Amsterdam. Op het portret is hij gezeten in een stoel, op de borst meerdere decoraties en in de rechterhand de door hem vervaardigde landkaart van Suriname.
- Biografisch Portaal: 37244400
- Digitale Bibliotheek voor de Nederlandse Letteren: rose032
- Gemeinsame Normdatei: 14025093X
- International Standard Name Identifier: 0000 0000 6861 4659
- Nederlandse Thesaurus van Auteursnamen: 105453846
- Virtual International Authority File: 99898048
- WorldCat: E39PBJrKM6BDrdttjdtKwFfjG3